# Incadelphys
Incadelphys — вимерлий рід опосумів (Didelphimorphia), що жили в палеоцені в Південній Америці.